# Olho d'Água Grande
Olho d'Água Grande es un municipio brasilero del estado de Alagoas. Su población estimada en 2004 era de 5.070 habitantes.